# Lurbe-Saint-Christau
Lurbe-Saint-Christau är en kommun i departementet Pyrénées-Atlantiques i regionen Nouvelle-Aquitaine i sydvästra Frankrike. Kommunen ligger i kantonen Oloron-Sainte-Marie-Est som tillhör arrondissementet Oloron-Sainte-Marie. År 2022 hade Lurbe-Saint-Christau 206 invånare.

## Befolkningsutveckling
Antalet invånare i kommunen Lurbe-Saint-Christau
| Referens: INSEE |